# Walpurgis Night
Walpurgis Night (estilizado como 回:Walpurgis Night) es el tercer álbum de estudio del grupo surcoreano femenino GFriend. Fue publicado el 9 de noviembre de 2020 por Source Music y distribuido por kakao M. Contiene once canciones e incluye el sencillo principal «Mago».

## Antecedentes y lanzamiento
El 12 de octubre de 2020, se anunció que GFriend tendría un comeback el 9 de noviembre con un nuevo álbum de estudio titulado 回:Walpurgis Night. Es el tercer y último lanzamiento de la serie «回». Las preórdenes iniciaron el 19 de octubre.

## Lista de canciones
| N.º   | Título                                         | Escritor(es) | Productor(es)                                                                               | Duración |  |
| 1.    | «Mago»                                         | FRANTS, "hitman" bang, Kyler Niko, Paulina Cerrilla, Eunha, Cho Yoon-kyung, Yuju, Alice Vicious, Cazzi Opeia, Ellen Berg, JADED JANE, Noisy Citizen, Justin Reinstein, JJean, Umji                          | FRANTS                                                                                      | 3:19     |  |
| 2.    | «Love Spell»                                   | |                                                                                             | 3:41     |  |
| 3.    | «Three of Cups»                                | Noh Joo-hwan, Lee Won-jong, Kim Jung-woo, Mayu Wakisaka | Noh Joo-hwan, Lee Won-jong                                                                  | 3:28     |  |
| 4.    | «GRWM»                                         | Son Young-jin (MosPick), Yeahnice (MosPick), Ferdy (MosPick), JayJay (MosPick) | MosPick                                                                                     | 3:30     |  |
| 5.    | «Secret Diary» (Interpretada por Yerin y SinB) | Noh Joo-hwan, Woong Kim, Andreas Öberg, Simon Petrén, Yerin, SinB | Noh Joo-hwan                                                                                | 3:13     |  |
| 6.    | «Better Me» (Interpretada por Sowon y Umji)    | SCORE (13), MEGATONE (13), LUKE (13), Umji, Sowon | 13                                                                                          | 3:01     |  |
| 7.    | «Night Drive» (Interpretada por Yuju y Eunha)  | Noh Joo-hwan, Yuju, Eunha | Noh Joo-hwan                                                                                | 3:27     |  |
| 8.    | «Apple»                                        | FRANTS, Pdogg, "hitman" bang, Hwang Hyun (MonoTree), Eunha, Hannah Robinson, Richard Phillips, Alex Nese, Chendy, Yuju, Noh Joo-hwan, Kim Jin (Makeumine Works), Gu Yeo-reum (Makeumine Works), Lee Seu-ran | FRANTS, Pdogg, "hitman" bang                                                                | 3:27     |  |
| 9.    | «Crossroads» (교차로)                          | Noh Joo-hwan | Noh Joo-hwan, Lee Won-jong                                                                  | 3:23     |  |
| 10.   | «Labyrinth»                                    | "Hitman" Bang, Cho Yoon-kyung, Noh Joo-hwan, ADORA, Sophia Pae | Noh Joo-hwan, Lee Won-jong, Kim Jung-woo, FRANTS, Sophia Pae, Carlos K, ADORA, Kim Yeon-seo | 3:21     |  |
| 11.   | «Wheel of the Year» (앞면의 뒷면의 뒷면)       | Hwang Hyun (MonoTree), Mayu Wakisaka | Hwang Hyun (MonoTree)                                                                       | 3:48     |  |
| 37:05 |                                                | |                                                                                             |          |  |